# 소켓 604

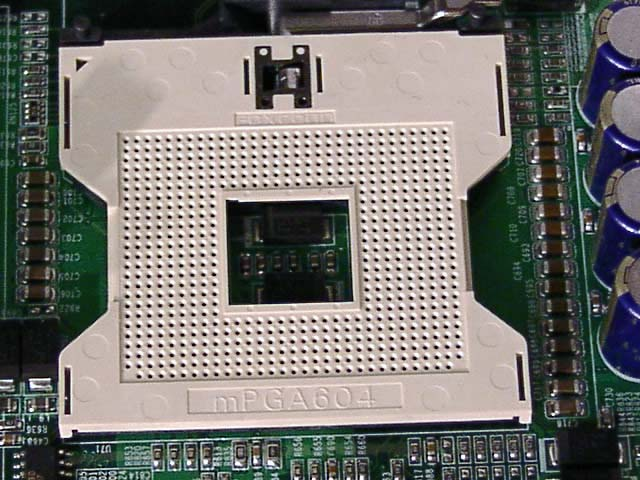
소켓 604

소켓 604(Socket 604)는 인텔 제온 프로세서를 컴퓨터의 나머지 부분과 인터페이스하도록 설계된 604핀 마이크로프로세서 소켓이다. 이는 전기적 인터페이스와 물리적 지원을 모두 제공한다. 이 소켓은 방열판을 지원하도록 설계되었다.
소켓 603 이후 1년이 지난 2002년 11월 18일에 출시된 이 제품은 원래 당시 출시된 대부분의 Xeon을 수용하는 데 사용되었다. 2006년에 저가형 및 중급형 서버 범위에 대해 LGA 771에 의해 계승되었지만 후속 제품인 LGA 1567이 2010년에 등장한 4- 및 8-프로세서 구성을 포함하여 여전히 고급형 서버 범위에 머물고 있다. 당시에는 LGA 1366이 중저가 서버 범위의 Xeon용 기본 소켓이었으며 더 저렴한 구성에서는 여전히 LGA 771 소켓을 사용하는 경우가 있었다. 소켓은 이를 지원하는 마지막 프로세서가 2011년 3분기에 생산을 중단할 때까지 9년(소비자 등급 LGA 775보다 2년 더 길어짐) 동안 지속되어 비정상적으로 긴 수명을 가졌다.

## 같이 보기
- 인텔 마이크로프로세서 목록
- 인텔 제온 마이크로프로세서 목록